# Oost-Pruisisch voetbalkampioenschap
Het Oost-Pruisisch voetbalkampioenschap (Duits: Ostpreußische Fußballmeisterschaft) was een van de regionale voetbalcompetities van de Baltische voetbalbond, die bestond van 1907 tot 1933. Het kampioenschap was een soort tussencompetitie tussen de regionale competities en de Baltische eindronde.
Van 1910/11 tot 1911/13 werd er geen eindronde gespeeld en kwalificeerde alle regionale kampioenen zich meteen voor de Baltische eindronde. Door de Eerste Wereldoorlog vond er geen competitie plaats tussen 1915 en 1919. In 1926 werd de competitie hervormd, de zeven bestaande Bezirksliga's werden vervangen door één competitie, de Ostpreußenliga. Na vier seizoenen werd ook deze competitie afgevoerd en werd de Bezirksliga Königsberg in ere hersteld, de andere zes Bezirksliga's werden vervangen door de Bezirksliga Nord en Süd.
In 1933 kwam de Nationaalsocialistische Duitse Arbeiderspartij aan de macht in Duitsland en werden alle overkoepelende voetbalbonden met hun competities afgeschaft. De clubs uit Oost-Pruisen gingen in de Gauliga Ostpreußen spelen. Door de strenge winters werd in de laatste jaren de competitie vervroegd gespeeld om zo zeker aan de nationale eindronde te kunnen deelnemen. In 1932 werd zo al begonnen met de competitie van 1933/34, nog voor bekend was dat de competitie hervormd zou worden. De competitie werd niet beëindigd, maar de eindstanden van de reguliere competitie werden wel gebruikt om te bepalen welke clubs in de Gauliga mochten aantreden. 

## Erelijst
- 1908 VfB Königsberg
- 1909 VfB Königsberg
- 1910 Prussia-Samland Königsberg
- 1914 Prussia-Samland Königsberg
- 1920 Prussia-Samland Königsberg
- 1921 VfB Königsberg
- 1922 VfB Königsberg
- 1923 VfB Königsberg
- 1924 VfB Königsberg
- 1925 VfB Königsberg
- 1926 VfB Königsberg
- 1927 VfB Königsberg
- 1928 VfB Königsberg
- 1929 VfB Königsberg
- 1930 VfB Königsberg
- 1931 VfB Königsberg
- 1932 VfB Königsberg
- 1933 Hindenburg Allenstein
- 1934 Niet voltooid

## Eeuwige Ranglijst

### Bezirksliga Königsberg
De seizoenen van de Königsbergse voetbalbond zijn erbij geteld omdat de Bezirksliga Königsberg een verderzetting daarvan was.
| Club                                | /21 | Periode (1904-1914, 1919-1926, 1930-1934) |
| ----------------------------------- | --- | ----------------------------------------- |
| VfB Königsberg                      | 21  | 1904-1914, 1919-1926, 1930-1934           |
| SV Prussia-Samland Königsberg       | 17  | 1908-1914, 1919-1926, 1930-1934           |
| SpVgg ASCO Königsberg               | 11  | 1919-1926, 1930-1934                      |
| SV Concordia Königsberg             | 10  | 1920-1926, 1930-1934                      |
| SV Rasensport-Preußen Königsberg    | 10  | 1920-1926, 1930-1934                      |
| Königsberger STV                    | 7   | 1923-1926, 1930-1934                      |
| SC Ostpreußen Königsberg            | 7   | 1904-1905, 1906-1910, 1912-1914           |
| Sportzirkel Samland 1904 Königsberg | 4   | 1904-1908                                 |
| SC Prussia 1904 Königsberg          | 4   | 1904-1908                                 |
| Akademischer SC Königsberg          | 4   | 1910-1914                                 |
| SV Prussia-Samland Königsberg II    | 3   | 1912-1914, 1921-1922                      |
| MTV Ponarth                         | 3   | 1919-1920, 1921-1923                      |
| RSV Ostmark Königsberg              | 3   | 1911-1914                                 |
| SC Baltia 1903 Königsberg           | 3   | 1922-1925                                 |
| SC Hansa Königsberg                 | 3   | 1923-1926                                 |
| VfB Königsberg II                   | 2   | 1912-1914                                 |
| Königsberger BC                     | 2   | 1912-1914                                 |
| VfR Königsberg                      | 1   | 1919-1920                                 |
| SC Viktoria Königsberg              | 1   | 1913-1914                                 |
| FC Germania Königsberg              | 1   | 1910-1911                                 |
| SC Favorit Königsberg               | 1   | 1913-1914                                 |
| SC Preußen 05 Königsberg            | 1   | 1919-1920                                 |
| SC Rothenstein Königsberg           | 1   | 1924-1925                                 |

1907/08 · 1908/09 · 1909/10 ·  1910/11 · 1911/12 · 1912/13 · 1913/14 · 1914/15 · 1915/16 · 1916/17 · 1917/18 · 1918/19 · 1919/20 · 1920/21 · 1921/22 · 1922/23 · 1923/24 · 1924/25 · 1925/26 · 1926/27 · 1927/28 · 1928/29 · 1929/30 · 1930/31 · 1931/32 · 1932/33 · 1933/34